# Den vilande Diana

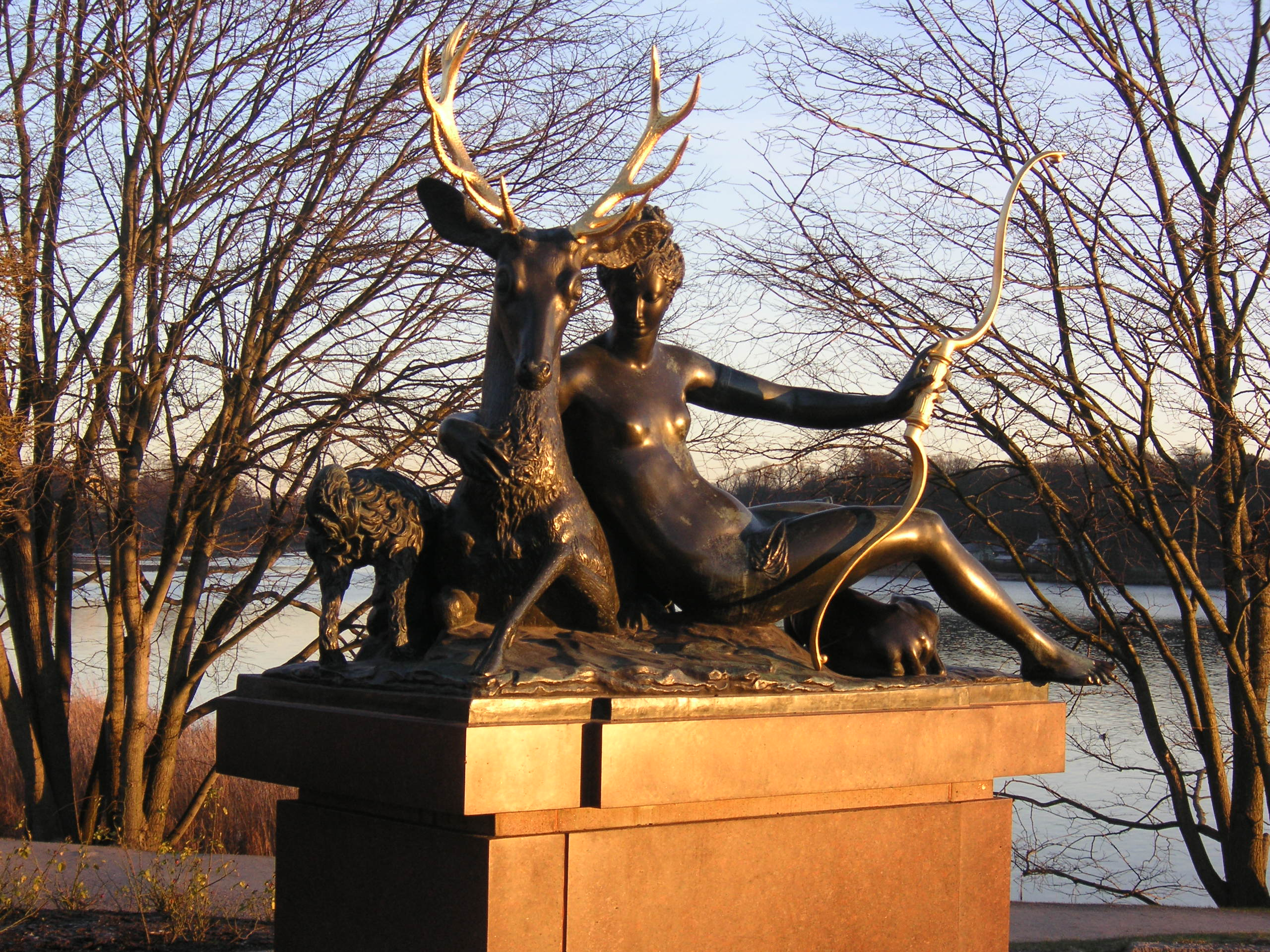
"Den vilande Diana" i Diplomatstaden i Stockholm.

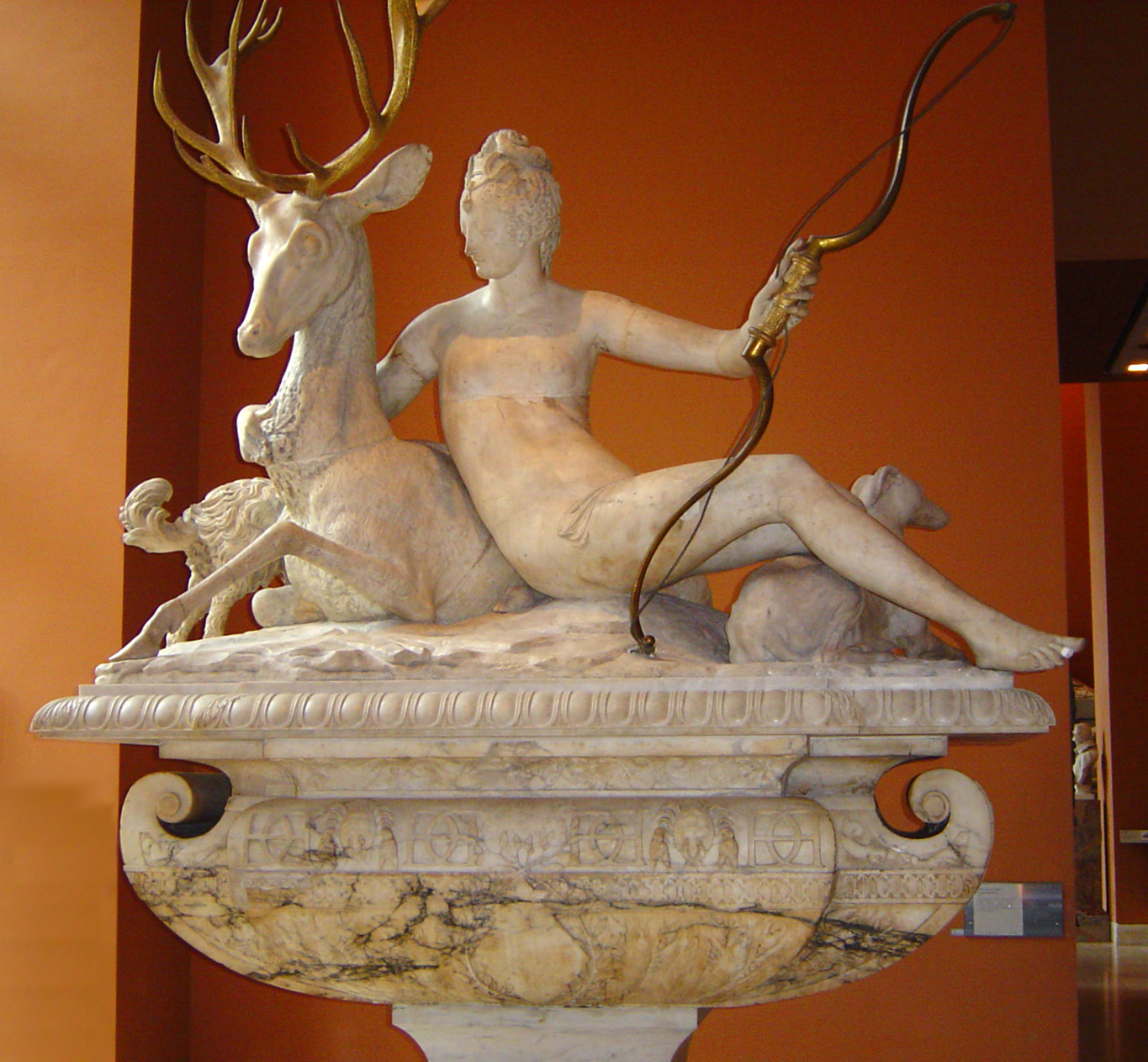
Diana med kronhjort på Louvren.

Den vilande Diana, Diana med kronhjort (franska: Diane au cerf) eller Diana från Anet (Diane d'Anet) är en skulptur som har attribuerats till den franske konstnären Jean Goujon. Idag har den attribueringen ifrågasatts och konstnären brukar därför anges som okänd. Skulpturen finns i flera versioner; den mest kända är sannolikt marmorstatyn i Louvren i Paris. 
Diana är jaktens gudinna och motsvaras i grekisk mytologi av Artemis. Skulpturen visar den kyska Artemis som omfamnar jägaren Aktaion som hon har förvandlat till en hjort sedan denne överraskat henne när hon badade. Den vilande Diana skapades i mitten av 1500-talet och var då en gåva från Henrik II av Frankrike till sin älskarinna Diane de Poitiers. Den var gjord i marmor och placerades som centralskulptur i en fontän vid Château d'Anet utanför Dreux. Den var av så hög konstnärlig kvalitet att den så småningom flyttades till Louvren i Paris. 
Under andra världskriget försvann skulpturen spårlöst och Louvren beställde på 1950-talet en kopia hos Bergmans konstgjuteri i Stockholm. Som förlaga användes en replika av marmor som fanns i Vatikanen. Samtidigt beställdes ytterligare en kopia av konstsamlaren Svante Påhlson i brons till hans skulpturpark i Rottneros. Skulpturen, som visades i Stockholm under en kortare tid, väckte stor uppmärksamhet och stockholmarna ansåg att staden borde också anskaffa en kopia av verket. En donation av konstmecenaten Axel Hirsch gjorde detta möjligt och 1964 kunde skulpturen "Den vilande Diana" avtäckas vid Djurgårdsbrunnsvikens strand vid Nobelgatan i Diplomatstaden. 